# 松江市立第三中学校
松江市立第三中学校（まつえしりつ だいさんちゅうがっこう）は、島根県松江市東朝日町にある公立中学校。

## 校区
- 校区は、中央小学校、雑賀小学校の通学区域となっている。

## 沿革
- 1947年 4月1日 - 松江市立朝日小学校舎内に開校[2]。
- 1979年 - 男子バスケットボール部が全国中学校バスケットボール大会にて準優勝。
- 1995年 2月15日 - 新校舎建設工事完了。
- 1995年 4月14日 - 校舎竣工式挙行。
- 1997年 11月1日 - 創立50周年式典挙行。

## 部活動
運動部　　
- 卓球部（男・女）
- 剣道部
- 女子バレー部
- バスケ部（男・女）
- 柔道部
- サッカー部
- 野球部
- 女子ソフトテニス部
- ボクシング部

文化部
- 吹奏楽部
- 美術部

## 著名な出身者
- 福島敦子
- 鈴木弓子
- 山本恭司